# NGC 7521
NGC 7521 (другие обозначения — PGC 70725, MCG 0-59-9, ZWG 380.11, ARAK 578) — линзообразная галактика (S0) в созвездии Рыбы.
Этот объект входит в число перечисленных в оригинальной редакции «Нового общего каталога».